# Flughafen Cascavel

i7
i11
i13
Der Flughafen Cascavel bzw. Regionalflughafen West (portugiesisch Aeroporto Regional do Oeste, IATA-Code: CAC, ICAO-Code: SBCA) ist der Flughafen der Stadt Cascavel im Süden Brasiliens.
Er wird von der Transitar betrieben.

## Geschichte
Der Flughafen wurde am 12. November 1977 eröffnet.
Zum 29. Januar 2013 wurde die Landebahn von 1613 Meter auf 1771 Meter verlängert.
Seit 2020 gibt es ein neues Passagierterminal.

## Fluggesellschaften und Ziele
Von Cascavel fliegt VoePass nach São Paulo–Guarulhos. Ebenso wird diese Strecke von LATAM, Gol und Azul bedient.

## Zwischenfälle
Eine vom Flughafen Cascavel gestartete ATR 72-500 (Luftfahrzeugkennzeichen PS-VPB) der VoePass Linhas Aéreas stürzte 90 Minuten nach dem Start ab. Alle 62 Insassen starben bei diesem Unfall (siehe VoePass-Linhas-Aéreas-Flug 2283).